# Daft Punk’s Electroma
Daft Punk’s Electroma, также встречается сокращённое название Electroma — художественный фильм французского электронного дуэта Daft Punk о двух роботах, пытающихся стать людьми. Главные роли исполнили Питер Юрто и Майкл Рич. Премьера картины состоялась 21 мая 2006 года на Каннском кинофестивале, где она поначалу была принята смешанными отзывами, однако после театрального проката фильма с марта 2007 года количество положительных отзывов возросло.

## Сюжет
Два главных героя — Робот #1, одетый в серебряный шлем, и Робот #2, одетый в золотой шлем. Первые восемь минут фильма герои едут мимо пейзажей юго-запада США на автомобиле Ferrari 412 1987 года с номерным знаком HUMAN. Они прибывают в город в округе Иньо в штате Калифорния, жители которого — роботы, внешне схожие с главными героями, но разных возрастов и профессий.
Пара едет в неназванное высокотехнологичное учреждение, где аморфные белые фигуры заливают их головы жидким латексом, при помощи протезов формируют лицо, при помощи париков — волосы. Двое покидают учреждение и проходят по городу, местных жителей которого шокирует их внешний вид. Через некоторое время лица главных героев начинают расплавляться на солнце, а толпа горожан преследует их. Герои укрываются от толпы в общественном туалете, где Робот #2 избавляется от уже деформированного лица и предлагает первому сделать то же самое, и тот неохотно соглашается. Они покидают уборную и отправляются в длительную прогулку через солончак.
Спустя некоторое время во время странствия, расстроенный Робот #1 останавливается, снимает куртку и показывает Роботу #2 тумблер на спине. Второй робот нерешительно поворачивает переключатель, запуская таймер. Когда отсчёт завершается, Робота #1 разрывает на куски. Робот #2 складывает в кучу оставшиеся детали от первого робота и идёт дальше. Спустя время он падает на колени, пытаясь дотянуться рукой до выключателя на своей спине, но безрезультатно. Робот снимает свой шлем и несколько раз бросает его на землю, пока он не ломается. Используя один из осколков в качестве зажигательного стекла, он фокусирует солнечный свет, чтобы поджечь свою руку. Фильм заканчивается замедленными кадрами горящего робота, идущего в темноту.

## В ролях
| Актёр              | Роль             |
| ------------------ | ---------------- |
| Питер Юрто         | Робот #1         |
| Майкл Рич          | Робот #2         |
| Ричи Лаго Баутиста | Робот-шафер      |
| Дэниел Добл        | Робот-священник  |
| Афина Стамос       | Робот-официантка |
| Брэдли Шнайдер     | Робот-юрист      |

## Создание

Облик главных героев схож с традиционным имиджем Daft Punk, которые всегда появляются в аналогичных шлемах роботов. В этом же облике Юрто (слева) и Рич (справа) снялись в видеоклипе Канье Уэста на песню «Stronger» в 2007 году

Предыдущими режиссёрскими работами Daft Punk стали видеоклипы на их синглы «Fresh», «Robot Rock» и «Technologic». Дуэт также снимал короткий футаж для сингла «Human After All», но позже расширил его до полнометражного фильма. По словам одного из участников коллектива, Ги-Мануэля де Омем-Кристо, Electroma стала незапланированной расширенной версией видео для альбома Human After All. Другой участник дуэта, Тома Бангальтер, рассказал: «К этому фильму у нас был такой же подход, как и к нашим ранним занятиям музыкой. Творение без каких-либо правил и стандартов. Свободно подойдите к чему-то новому, что вы совершенно не знаете, и изучите с нуля».
Фильм снят самим Бангальтером на 35-мм камеру Kodak. Перед съемками он прочёл более двухсот старых номеров журнала American Cinematographer. Съёмки заняли 11 дней, большая часть которых прошла в Калифорнии. Грим и роботы были созданы частной студией американского стилиста и постановщика Тони Гарднера и студией Alterian, Inc.
В то время, как D.A.F.T. и Interstella 5555 были выпущены в дополнение к альбомам Homework и Discovery, в саундтрек к Electroma композиции Daft Punk не вошли. В фильме звучит музыка Тодда Рандгрена, Брайана Ино, Себастьяна Теллье, Кёртиса Мэйфилда, Линды Перакс, Джексона Си. Франка и Мэттью Тонетти.

## Прокат и отзывы
После дебютного показа в рамках Director’s Fortnight Каннского кинофестиваля в 2006 году фильм получил смешанные отзывы от критиков. Картину похвалили за саундтрек и применение техники линзирования, но в то же время Electroma снискала негативные отзывы вместе с «Джерри» Гаса ван Сента и «Коричневым кроликом» Винсента Галло из-за объёмных сцен пеших прогулок. Во время сцены, когда главные герои идут по пустыне, многие зрители покинули зал. Ги-Мануэль де Омем-Кристо прокомментировал:

Некоторые там ощутили чувство безысходности, но это не то, чего мы хотели. Потому что в фильме отсутствуют диалоги, это больше вопрос, чем ответ. Мы хотели поставить знак вопроса, чтобы люди могли перенести на Electroma то, что им хочется — некоторые люди видят его грустным, некоторые — весёлым. Все люди разные.
Томас Бангальте также высказал собственное мнение о реакции на фильм: «Конечно, мы ожидали, что он будет менее популярным, чем Discovery. Фильм экспериментальный и замкнутый. Однако, это фильм, который не заставляет ваш мозг работать».
В марте 2007 Electroma вышел в прокат во Франции. Реакция на ночные сеансы фильма в Париже, по сообщениям, оказалась положительной, после чего первоначальный недолгий прокат был продлён до шести месяцев. Комментируя то, что фильм транслировался ночью, Ги-Мануэль де Омем-Кристо высказал следующее: «Мы рады, что он стал ночным фильмом, а не просто ещё одним фильмом, который будет убран с экранов через неделю».
В декабре 2007 фильм был показан в Сиэтле, Нью-Йорке, Чикаго, Атланте, Лос-Анджелесе и Остине. В Австралии, Великобритании был выпущен на DVD в июне и ноябре 2007 года соответственно. Фильм также доступен в интернет-магазине iTunes Store.